# Антигона (Софокл)
«Антиго́на» — трагедия древнегреческого драматурга Софокла, поставлена в марте-апреле 442 года до н. э. Переведена на русский язык Ф. Ф. Зелинским.
«Антигона» написана на мифологический сюжет фиванского цикла. В трагедии «Антигона» Софокл показывает один из конфликтов современного ему общества — конфликт между родовыми неписаными законами и законами государственными.
Директор Императорских театров Владимир Теляковский описывает курьёзный случай по поводу постановки «Антигоны» в Санкт-Петербурге в начале XX века:

«Перебирая в памяти прошлое наших драматических театров, я припоминаю эпизод, вызванный постановкой трагедии Софокла "Антигона" на Александринской сцене.
Это было в 1905 году.
Департамент полиции, как это неожиданно выяснилось, не на шутку перепугался оглашения со сцены мыслей гениального автора, записанных 2 400 лет тому назад.
Директор департамента полиции Лопухин направил 3 февраля 1905 года отношение товарищу министра внутренних дел К. Н. Рыдзевскому, пересланное этим последним в Дирекцию [императорских театров]… <...>
Когда я 12 февраля говорил с Лопухиным, то этот последний остался при убеждении об опасности давать "Антигону"...

Значит, трагедия Софокла еще не устарела, если через 2 400 лет по ее появлении на свет она могла признаваться опасной».

## Сюжет
Полиник, брат решительной Антигоны, дочери царя Эдипа, обладающей огромной силой воли, предал родные Фивы и погиб в борьбе со своим родным братом Этеоклом, защищавшим город. Царь Креонт запретил хоронить предателя и приказал отдать его тело на растерзание птицам и псам. Креонт не считается с традиционными родовыми законами, в отличие от дочери своей сестры, Антигоны. Но она выполнила религиозный обряд погребения. За это Креонт велел замуровать Антигону в пещере. Антигона предпочла смерть повиновению царю и кончила жизнь самоубийством. После этого жених Антигоны, сын Креонта, Гемон пронзил себя кинжалом, в отчаянии от гибели сына лишила себя жизни жена Креонта Евридика. Эти несчастья привели Креонта к признанию своего ничтожества и к смирению перед богами.

## Рецепция
В новое время трагедия Софокла редко ставилась на сцене, но послужила источником вдохновения для многих художников.
В 1943 году Жан Ануй на основе трагедии Софокла написал свою «Антигону» — античная драма стала для Ануя тем эзоповым языком, который позволил ему в оккупированном Париже призвать со сцены к неподчинению оккупантам.
Бертольт Брехт в 1948 году обработал для современной сцены и актуализировал трагедию: если у Софокла конфликт между Креонтом и Антигоной вспыхивал после победоносной войны, то у Брехта Креонт затевал войну против Аргоса, чтобы отвлечь народ от проблем, связанных с экономическим упадком его государства. Он предпослал трагедии современный пролог: в апреле 1945 года, во время боёв в Берлине, две сестры оказывались перед выбором — признать ли им брата, повешенного эсэсовцами, или отречься от него во имя самосохранения.
Продолжение театральной гражданской традиции "Антигоны" Бертольда Брехта.
Мари Зенф - Marie Senf, драматург из Федеративной Республики Германии, написала антитолитарную, антифашистскую, также и  акробатическую «Антигону». Премьера этой «Антигоны» состоялась в Schauspiel Dortmund - Дортмундском драматическом театре 25 января 2025 года. В этой постановке присутствует драматическая межвременная аллюзия с "Великим диктатором" Чарли Чаплина, "Мефисто" Иштвана Сабо. И политико - культурологический, исторический дух драматического творения Мари Зенф продолжает гражданскую традицию "Антигоны" Бертольда Брехта.

## Переводы и публикации
- Софокл. Антигона / пер. А. В. Парина. — М. : Искусство, 1986. — 119 с.